# Istog
Istog (in albanese Istog o Burimi; in serbo Исток?, Istok) è una città del Kosovo occidentale.

## Geografia antropica

### Suddivisioni amministrative
La municipalità si divide nei seguenti villaggi:
Banjë, Banjicë, Llukac i Begut, Belicë, Bellopojë, Veriq, Vrellë, Dobrushë, Istog i Poshtëm, Dragolec, Drejë, Dubravë, Gjurakoc, Zhakovë, Zallq, Zabllaq, Istog, Kaliçan, Kashicë, Kovragë, Kosh, Kërninë, Llugë, Lubovë, Lubozhdë, Dubovë e Vogël, Mojstir, Muzhevinë, Veriq i Ri, Orobërdë, Osojan, Polanë, Prekallë, Prigodë, Rakosh, Sinajë, Serbobran, Staradran, Studenicë, Llukac i Thatë, Suhogërllë, Shushicë, Tomanc, Trubuhoc, Tuçep, Uçë, Cerkolez, Carrallukë, Cerrcë e Shalinovicë.

## Società

### Evoluzione demografica
| Composizione etnica |          |   |       |   |        |   |          |   |      |   |         |   |          |   |        |   |        |
| Anno/Etnia          | Albanesi | % | Serbi | % | Turchi | % | Bosniaci | % | Roma | % | Ashkali | % | Egiziani | % | Gorani | % | Totale |
| 2013                | 36 154   |   | 205   |   | 11     |   | 1 142    |   | 41   |   | 111     |   | 1 544    |   | 4      |   | 39 289 |